# Condado de Richland (Montana)
O Condado de Richland é um dos condados do estado estadunidense do Montana. Tinha 11 491 habitantes no censo de 2020. A sede do condado é Sidney.